# Ercole Bernabei
Ercole Bernabei (Caprarola, 1622 – Monaco di Baviera, 5 dicembre 1687) è stato un compositore e organista italiano, attivo principalmente a Roma e a Monaco di Baviera.

## Biografia
A Roma fu allievo di Orazio Benevoli. Il 25 agosto 1642 è documentata la sua presenza come organista aggiunto per la musica 'straordinaria' per i vespri e la messa della festa di san Luigi nella chiesa di San Luigi dei Francesi, dove era  maestro di cappella Benevoli. Successivamente, nel 1653, succedette al compositore Luigi Rossi nella carica di organista presso la stessa chiesa; mantenne questo posto sino al 1658, quando fu sostituito temporaneamente da Ercole Pastorelli. Reintegrato l'anno successivo, continuò il suo servizio per San Luigi sino al luglio del 1665, quando fu nominato maestro di cappella della Cappella musicale Pia Lateranense della Basilica di San Giovanni in Laterano. Nel 1667 ottenne anche la direzione della cappella di San Luigi dei Francesi, succedendo ad Antonio Maria Abbatini, posizione che tenne sino al giugno 1672, quando, grazie all'appoggio della regina Cristina di Svezia, divenne maestro della Cappella Giulia nella basilica vaticana, al posto del defunto Benevoli.
Due anni dopo lasciò l'incarico per assumere quello di Kapellmeister del principe elettore Ferdinando Maria di Baviera, succedendo così a Johann Kaspar Kerll. Si trasferì, dunque, a Monaco, città in cui rimarrà per il resto della sua vita. Presso la corte bavarese Bernabei mise in scena alcune sue opere ed ebbe come allievo e assistente il futuro compositore Agostino Steffani. Nonostante tutto questo egli non era particolarmente entusiasta di rimanere nella capitale bavarese e pensava di tornare a Roma alla prima occasione, ma non riuscì a realizzare il proposito. 
Morì a Monaco il 5 dicembre 1687.
Bernabei ebbe anche due figli musicisti: il primogenito Giuseppe Antonio Bernabei e il più giovane Vincenzo Bernabei.

## Considerazioni sull'artista
Durante gli anni trascorsi a Roma Bernabei compose principalmente lavori sacri in stile antico, ma dimostrò di essere un compositore versatile e di sapersi adattare agli stili moderni: egli scrisse numerosi lavori in stile concertato per poche voci e basso continuo, ma anche in stile policorale, risentendo quindi dell'influenza del suo maestro Benevoli.
A causa dell'intensa attività come maestro di cappella, fu meno attivo sul versante della musica profana. Si ricorda, tuttavia, in particolare il suo Concerto madrigalesco (1669), una raccolta di 15 madrigali concertati a tre voci e continuo, dedicata al principe Flavio Orsini, duca di Bracciano, che l'allievo Steffani tenne presente come modello per alcuni suoi lavori. Della musica operistica di Bernabei non si conosce nulla, essendo perduta la musica dei suoi lavori teatrali andati in scena a Monaco.

## Lavori

### Opere
- La conquista del vello d'oro in Colco (libretto di D. Gisberti, Monaco, 1674)
- I portenti dell'indole generosa, ovvero Enrico terzo imperatore, duca di Baviera (libretto di D. Gisberti, 1675, Monaco)
- Il litigio del cielo e della terra (libretto di V. Terzago, Monaco, 1680)
- Erote ed Anderote (libretto di V. Terzago, Monaco, 1686)

### Oratori
- Santa Cristina, libretto di Lelio Orsini (Bologna, casa del marchese Paleotti, 1666)

### Musica profana
- Concerto madrigalesco a tre voci, per 3 voci e basso continuo (Roma, A. Belmonte, 1669)
- cantate, canzonette, arie per voce e basso continuo (manoscritte)

### Musica sacra
- Ecce sacerdos magnus, mottetto a 2 voci e continuo, in Raccolta di Gio. Battista Caifabri e D. Francesco Cavallotti... Parte prima, Roma, G. Fei, 1665
- Exaudiat Dominus, mottetto a 3 voci e continuo, in Raccolta di Gio. Battista Caifabri ...Parte seconda, Roma, A. Belmonte. 1667.
- Sacrae modulationes op. 2, a 5 voci, 2 violini e basso continuo (Monaco, 1691)
- 2 messe a 16 voci
- 23 brani sacri (mottetti, inni, antifone) per 4-8 voci